# Prolatilus
Prolatilus is een monotypisch geslacht van straalvinnige vissen uit de familie van krokodilvissen (Pinguipedidae).

## Soort
- Prolatilus jugularis (Valenciennes, 1833)